# دمیترو دمیترنکو
دمیترو دمیترنکو (اوکراینی: Дмитро Дмитренко؛ زادهٔ ۲۵ ژوئیهٔ ۱۹۷۳) اسکیت‌باز نمایشی اهل اوکراین است. وی همچنین از اسکیت‌بازان نمایشی در بازی‌های المپیک زمستانی ۱۹۹۸ و ۲۰۰۲ بوده‌است.